# Oakland Athletics
Die Athletics sind ein Major-League-Baseball-Team, das nach seinem Umzug aus dem kalifornischen Oakland nach Las Vegas (Nevada) seine Heimspiele vorübergehend in Sacramento (Kalifornien) austrägt, bis der neue Las Vegas Ballpark fertiggestellt ist (vorgesehen zu Beginn der Saison 2028). Bis dahin sind sie das einzige Team im Major League Baseball, das keine Ortsbezeichnung im Namen trägt. Die Athletics spielen in der Western Division der American League. Das Team wird häufig abkürzend als The A’s bezeichnet.

## Geschichte

### Ursprünge
Die Athletics wurden 1893 in Indianapolis gegründet und spielten in der Western League, eine Minor League, die 1900 zur American League wurde. 1901 zogen die A’s nach Philadelphia, Pennsylvania, wo sie bis 1954 als Philadelphia Athletics spielten. 1955 bis 1967 spielten die Athletics in Kansas City, Missouri, und zogen schließlich 1968 nach Oakland um. Nach jahrelanger Standortprüfung für ein neues Baseballstadion in der kalifornischen Stadt, entschied der Eigentümer des Franchise 2024, ein neues Stadion in Las Vegas zu errichten und die A's in die Glücksspielmetropole in Nevada umzuziehen.
Der Name Athletics geht auf eine Amateurmannschaft namens Athletics of Philadelphia zurück, die 1860 gegründet wurde. Nachdem diese Mannschaft zu einem professionellen Baseballteam wurde, trat sie 1871 der National Association of Professional Baseball bei und holte gleich im ersten Jahr ihren ersten Pennant-Titel in den Major Leagues. Die Athletics of Philadelphia spielten bis 1875 in der National Association und waren 1876 eines der Gründungsmitglieder der National League, wurden jedoch nach nur einer Saison aus der Liga ausgeschlossen. Ein späteres Team der Athletics spielte von 1882 bis 1891 in der American Association.
In den 1930er-Jahren führte Athletics-Third-Base-Coach Russell „Lena“ Blackburne den Gebrauch von Baseball Rubbing Mud zum Einreiben von Basebällen ein. Dieser Matsch wird bis heute von beinahe jedem Team im Major League Baseball verwendet.

### Oakland (1968–2024)

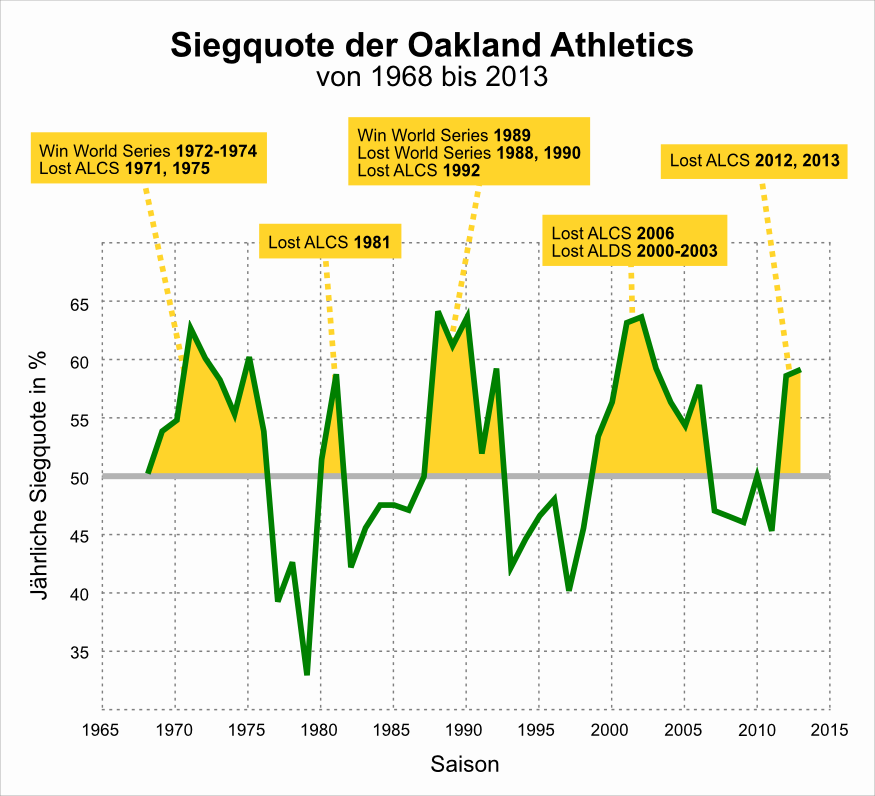
Anteil der gewonnenen Spiele der Oakland A’s während der regulären Saison

#### Drei World Series in Folge
Nach einer sportlichen Durststrecke von 40 Jahren hatten die A’s während der ersten Hälfte der 1970er wieder große Erfolge. Dabei gewannen sie dreimal in Folge die World Series (1972–1974). Star der Mannschaft war Outfielder Reggie Jackson, der mit seinen Home Runs auf Platz 11 der ewigen Bestenliste steht. Die drei stärksten Pitcher waren Catfish Hunter, Rollie Fingers und Vida Blue, die alle im Laufe ihrer Karriere den Cy Young Award verliehen bekamen. Weitere Säulen der Mannschaft waren Sal Bando (Third Base), Joe Rudi (Outfield) und Bert Campaneris (Shortstop). In dieser Zeit spielte mit Herb Washington, einem reinen pinch runner, auch einer der kurioseren Spieler der MLB-Historie bei den Athletics. Die meisten dieser Spieler verließen die Athletics bis 1977, woraufhin einige schwache Saisons folgten.

#### Die Bay Bridge Series
Erst in den frühen 1980ern konnte eine neue erfolgreiche Mannschaft aufgebaut werden. Schließlich erreichte diese wiederum dreimal nacheinander das Finale der Play-offs (1988, 1989 und 1990), wobei sie 1989 die World Series gewannen. Da die Endspiele gegen die benachbarten San Francisco Giants ausgetragen wurden, gingen diese als Bay Bridge Series in die Geschichte ein. Zu den erfolgreichsten Spielern dieser Ära gehörten zum einen Rickey Henderson (Outfield), der Spieler mit den meisten Stolen Bases der MLB-Geschichte, sowie die beiden Slugger José Canseco (Outfield) und Mark McGwire (First Base), die auf Platz 32 beziehungsweise 8 der Liste mit den meisten Home Runs stehen. Andere wichtige Spieler dieser Mannschaft waren die Pitcher Dennis Eckersley und Dave Stewart, Carney Lansford (Third Base) und Walt Weiss (Shortstop). Nach 1992 fiel die Mannschaft auseinander.

#### Moneyball Years
Seit 1997 war Billy Beane General Manager der A’s. Dieser formte eine neue Mannschaft, die deutlich kostengünstiger war als die Meisterteams der 1970er und 1980er. Beane wählte Spieler aus, die nach gängigen Statistiken mittelmäßig zu sein schienen, jedoch gemäß sogenannter Sabermetrics überdurchschnittlich waren. Diese Phase wurde als Moneyball Years bezeichnet. Trotz finanzieller Unterlegenheit gegenüber der Konkurrenz gelang es den Athletics, von 2000 bis 2003 in die Play-offs einzuziehen, wo sie jedoch jedes Mal in der ersten Runde scheiterten (de facto im Viertelfinale). Dominiert wurde dieser Zeitraum von den als Big Three bezeichneten Pitchern Tim Hudson, Mark Mulder und Barry Zito. Dazu kamen die Infielder Jason Giambi (First Base), Miguel Tejada (Shortstop) und Eric Chavez (Third Base; sechsmaliger Gewinner des Gold Glove), die jeweils gute Batter waren. Nach der Saison 2004 wurden bis auf Chavez alle Spitzenspieler im Tausch gegen junge Talente abgegeben.
Die Ereignisse dieser Jahre wurden 2011 im Spielfilm Die Kunst zu gewinnen – Moneyball verarbeitet.

#### Seit 2006
2006 gelang den A’s ihr größter Erfolg seit der Übernahme durch Billy Beane: Sie erreichten nicht nur die Play-offs, sondern zogen ins Finale der American League ein, wo sie jedoch den Detroit Tigers unterlagen. Nach dieser Saison wurden ein weiteres Mal die bekannteren Spieler gegen Talente von anderen Mannschaften eingetauscht. Die Mannschaft wurde ab 2007 von Bob Geren als Field Manager betreut. Unter seiner Führung (bis 2011) wiesen die A’s allerdings in keiner Saison mehr Siege als Niederlagen auf. Beane verpflichtete als Gerens Nachfolger Bob Melvin, der zuvor erfolgreich mit den Arizona Diamondbacks gewesen war. Mit dem neuen Field Manager gewann Oakland 2012 und 2013 die Western Division.

## Logo und Stadion

### Das Altenglische „A“ als Trikotabzeichen
Über die Jahre haben die Athletics mit ihren Trikots ihre Ahnen zu Amateurzeiten geehrt. Bis 1954, als auf den Vorderseiten der Trikots zum ersten Mal „Athletics“ stand, erschien der Name der Mannschaft weder auf Heim- noch auf Auswärtstrikots. Weiterhin stand auch nie „Philadelphia“ oder der Buchstabe „P“ auf den Mützen oder den Trikots. Das Standardtrikot der Athletics hatte lediglich auf der linken Vorderseite ein stilisiertes „A“, das auch auf den Mützen zu sehen war. Während das Team in Kansas City spielte, stand auf den Auswärtstrikots „Kansas City“ und ein ineinandergreifendes „KC“ auf den Mützen. Beim Umzug nach Oakland wurde das „A“ auf Mütze und Trikot wieder eingeführt und 1970 durch das „Apostroph-S“ zu seiner heutigen Form ergänzt.
Derzeit tragen die Athletics bei Heimspielen Trikots mit der Aufschrift „Athletics“ und auswärts mit der Aufschrift „Oakland“. Das Mützen- und Mannschaftlogo ist weiterhin das traditionelle stilisierte „A’s“.

### Maskottchen
Nachdem John McGraw, der Manager der San Francisco Giants Reportern gegenüber behauptete, der Haupteigentümer des neuen Teams, Benjamin Shibe, besäße einen „weißen Elefanten“ (im Englischen steht der Begriff „white elephant“ für etwas, das mehr Arbeit oder Kosten verursacht, als es wert ist), übernahm Manager Connie Mack den Anschuldigungen zum Trotz den weißen Elefanten als Maskottchen der Mannschaft. Über die Jahre änderte sich lediglich mehrmals die Farbe, derzeit ist der Elefant waldgrün. Die Athletics werden manchmal, wenn auch unregelmäßig, als Elephants oder White Elephants bezeichnet.
Der Elefant wurde 1963 vom damaligen Besitzer Charles O. Finley durch ein Maultier, dem Wappentier des Staates Missouri, abgelöst. 1986 wurde der Elefant als Symbol der Athletics wieder eingeführt und ziert derzeit den linken Ärmel der Heim- und Auswärtstrikots.

### Stadion
Die Besitzer der Mannschaft standen jahrelang der problematischen Frage der Austragungsstätte der Heimspiele gegenüber. Das Oakland Coliseum wurde von vielen als eines der besten Baseballstadien der Major League betrachtet, obwohl es ursprünglich als Multifunktionseinrichtung konzipiert wurde und von der Footballmannschaft, den Oakland Raiders, ebenfalls als Spielort verwendet wurde. Nachdem die Raiders 1982 nach Los Angeles umzogen, wurden viele Verbesserungen am Stadion vorgenommen, das nun ein reines Baseballstadion wurde.
1994 wurde ein Vertrag abgeschlossen, wodurch die Los Angeles Raiders für die 95er Saison zurück nach Oakland ziehen würden. Die Übereinkunft erforderte den Ausbau des Coliseums auf über 63.000 Plätze. Der ländliche Ausblick auf die Gebirgsausläufer, den die Fans beim Besuch des Stadions genießen konnten, wurde durch eine riesige Tribüne ersetzt, die von den Baseballfans verächtlich „Mount Davis“ genannt wird, so benannt nach dem Besitzer der Raiders Al Davis. Aus Sicht der Baseballfans war jedoch der Höhepunkt der Beleidigungen, dass der Ausbau zu Beginn der 96er Baseballsaison noch nicht vollendet war, was die Athletics dazu zwang, ihre ersten Heimspiele in einem anderen Stadion auszutragen. Letztendlich wurde das 9.300 Zuschauer fassende Cashman Field in Las Vegas, Nevada, ausgewählt. Dort wurden sechs „Heimspiele“ ausgetragen.
Seit jener Zeit wurde von den Besitzern bekundet, dass ein neues Baseballstadion notwendig ist, um das wirtschaftliche Überleben der Athletics zu sichern. 2005 veröffentlichte der neue Besitzer Lewis Wolff seine Pläne, eine neue Spielstätte mit 35.000 Plätzen zu errichten. Der New Oakland Ballpark sollte nicht weit vom bisherigen Austragungsort als Teil eines größeren Gewerbe- und Wohngebiets entstehen. Dazu kam es nicht. Ein 2017 veröffentlichter neuer Vorschlag für einen Neubau nahe dem Laney Community College in Oakland wurde gegen Jahresende verworfen. Am 28. November 2018 gaben die Athletics bekannt, dass das Team beschlossen habe, ein Stadion mit dem Arbeitstitel Oakland Ballpark mit 34.000 Sitzplätzen am Howard-Terminal-Standort im Hafen von Oakland zu bauen. Das Team kündigte auch seine Absicht an, das Coliseum und das Gelände herum zu kaufen und es zu einem Technologie- und Wohnort zu machen. Diese Planungen scheiterten, als Teameigentümer John Fisher die Verhandlungen 2023 ergebnislos beendete und zur Saison 2025/26 den Weggang der Athletics aus Oakland vollzog.

## Rivalitäten
Die Athletics haben keine größeren Rivalitäten vom Ausmaße der Rivalitäten zwischen den New York Yankees und den Boston Red Sox, den Los Angeles Dodgers und den San Francisco Giants oder zwischen den Chicago Cubs und den St. Louis Cardinals. Dies kommt teilweise daher, dass die Mannschaft in ihren letzten beiden Jahrzehnten in Philadelphia und während ihrer gesamten Zeit in Kansas City auf den hinteren Plätzen der Division zu finden war. Ein anderer Grund waren die beiden Umzüge über die Jahre, wodurch lokale Rivalitäten nicht aufkamen. Obwohl die Athletics seit 1901 in der American League spielen, stammen ihre Konkurrenten in der Division aus späteren Jahrgängen. Die Los Angeles Angels wurden 1961 gegründet, ebenso die Texas Rangers (die jedoch erst seit 1972 in Dallas spielen). Die Seattle Mariners wurden erst 1977 geformt. Die ärgsten Rivalen der Athletics innerhalb der American League in den letzten Jahren waren jedoch eher die Teams, denen sie schon zu Philadelphia-Zeiten gegenüberstanden, wie z. B. die New York Yankees und Boston Red Sox, wenn auch nur aufgrund der hart umkämpften Aufeinandertreffen in den Play-offs.
In den 1970er Jahren etablierte sich eine starke Rivalität mit den Kansas City Royals, die von den Kansas-City-Fans ausgelöst wurde, die mit dem Umzug der A’s 1968 von Kansas City nach Oakland unzufrieden waren. Außerdem besteht eine Rivalität zwischen den Footballteams der beiden Städte, den Oakland Raiders und den Kansas City Chiefs.
In den letzten Jahrzehnten hat sich ebenfalls mit den San Francisco Giants aufgrund der geografischen Nähe eine starke Rivalität entwickelt. Die Aufeinandertreffen der beiden Mannschaften wird gemeinhin als „Bay Bridge Series“ bezeichnet. Der Name der Serie stammt von der San Francisco-Oakland Bay Bridge, die die beiden Städte verbindet. Die Teams standen sich 1989 in der World Series gegenüber, die Athletics gewannen klar mit 4:0, einem sogenannten Sweep. Da beide Teams lange und geschichtenreiche Vergangenheiten haben, trafen sie schon vor ihren Umzügen an die Westküste (die Giants sind ursprünglich aus New York) dreimal in der World Series aufeinander, wovon die Athletics zwei, die Giants einen Titel davontrugen.

## Nicht mehr vergebene Nummern
- 9 Reggie Jackson
- 24 Rickey Henderson
- 27 Catfish Hunter
- 34 Rollie Fingers und Dave Stewart
- 42 Jackie Robinson (bei allen Baseballteams)
- 43 Dennis Eckersley

## Erwähnenswerte Ereignisse und Rekorde
- 20 Spiele Siegessträhne: Die Oakland Athletics gewannen zwischen dem 13. August und dem 4. September 2002 20 Spiele in Folge und stellten damit einen neuen Rekord innerhalb der American League auf. Die letzten drei Siege waren sehr dramatisch, jeder Triumph wurde erst Ende des letzten Innings errungen. Die Serie wurde schließlich in Minnesota unterbrochen. Den Rekord der gesamten Major League halten die New York Giants, die 1916 in 26 aufeinanderfolgenden Spielen ungeschlagen waren, was gleichzeitig auch National-League-Rekord bedeutet. Innerhalb dieser 26 Spiele ist jedoch ein Unentschieden, was zur damaligen Zeit (vor der Einführung von Flutlicht) nichts Ungewöhnliches war. Der Rekord für die meisten gewonnenen Spiele in Folge liegt bei 21, aufgestellt im Jahr 1935 von den Chicago Cubs auf ihrem Weg zum National League Pennant. Seit 2011 gibt es auch einen Film über die Siegessträhne: Die Kunst zu gewinnen – Moneyball.

- City Series: Die Athletics spielten im Juni 2003 zum ersten Mal in einer Meisterschaftssaison gegen ihre früheren Stadtrivalen und Mitbenutzer des Shibe Parks, die Philadelphia Phillies. Zuvor trafen sie sich lediglich bei alljährlichen Freundschaftsspielen, welche den Titel „The City Series“ erhielten. Doch da die beiden Mannschaften in unterschiedlichen Ligen spielen und sich nie in der World Series gegenüberstanden, trafen die beiden Teams nie in einem bedeutenden Spiel aufeinander. Die Interleague Games, die es seit 1997 gibt, ermöglichten es jedoch, dass beide Teams während der Saison aufeinandertrafen. Vor dem ersten Spiel wurden im Veterans Stadium in Philadelphia Feierlichkeiten abgehalten, bei denen ehemalige Philadelphia A’s Spieler ausgezeichnet wurden. Die Phillies gewannen daraufhin die erste Serie zu Hause mit 2:1 Spielen. Die zweite Serie im Juni 2005 in Oakland konnten die Athletics mit 2:1 für sich entscheiden.

## Minor-League-Teams der Oakland Athletics
Zum Franchise der Athletics gehören folgende Minor-League-Teams:
- AAA: Las Vegas Aviators, Summerlin, Nevada
- AA: Midland RockHounds, Midland, Texas
- High-A: Lansing Lugnuts, Lansing, Michigan
- Low-A: Stockton Ports, Stockton. Kalifornien
- Rookie: Arizona League Athletics, Phoenix, Arizona
- Rookie: Dominican Athletics, Dominikanische Republik